# Ah ! Si mon moine voulait...
Pour plus de détails, voir Fiche technique et Distribution.
Ah ! Si mon moine voulait... est un film franco-canadien réalisé par Claude Pierson, sorti en 1973.

## Synopsis
Le film est librement inspiré de l'Heptaméron de Marguerite de Navarre, recueil de nouvelles teinté de grivoiseries et d'anticléricalisme publié au XVIe siècle, et nous propose plusieurs sketches successifs 
- Le cocu malgré lui : Maître Cendras et Maître Bornet ont décidé de profiter pendant la nuit des charmes de la chambrière de ce dernier. Celle-ci apprenant leurs intentions se confie à Maîtresse Bornet qui décide de prendre sa place dans son lit.
- Les cordeliers : Deux moines lubriques se font héberger chez un couple de bouchers. Le boucher a l'intention de les égorger et de les saler.
- Le macchabée : Après une veillée mortuaire, le prêtre officiant fait l'amour avec une religieuse à quelques centimètres du cadavre.
- Amadour : Amadour est un jeune homme que se disputent Rolandine et sa chambrière. Rolandine le provoque et s'efforce de le manipuler.
- L'apothicaire : Excédé par la conduite de frères cordeliers, l'apothicaire fait semblant de faire tomber devant eux un pain de sucre de sa fabrication, il s'agit en réalité d'un étron congelé par le froid.
- Lisette : Maître Lamothe courtise Lisette, sa chambrière, pratiquement sous les yeux de sa femme qui n'y voit que du feu. De très bon matin, il fera l'amour avec elle dans un pressoir à pommes, mais la dame aubergiste les verra de sa fenêtre. Sachant qu'il a été épié Maître Lamothe, rentre, change de chemise et entraîne Maîtresse Lamothe dans le pressoir. Quand le lendemain à la messe, la dame aubergiste rapportera à cette dernière que son mari la trompe, elle répondra : "Mais non, c'était moi !" avant de conclure in petto qu'elle a "le plus gentil des maris".
- L'épilogue voit le frère cordelier prêcher à la messe de Noël, se faire chahuter par les hommes du village et prendre la fuite.

## Fiche technique
- Titre français : Ah ! Si mon moine voulait...
- Titres alternatifs : Joyeux compères ou L'Heptaméron ou Vertudieu !
- Réalisation : Claude Pierson
- Scénario : Huguette Boisvert
- Photographie : Jean-Jacques Tarbès
- Production : Nicole M. Boisvert et John Dunning
- Pays d'origine :  France,  Canada
- Format : couleur
- Genre : comédie érotique
- Dates de sortie :
  - Canada : 17 août 1973
  - France : 23 octobre 1974 (Metz)

## Distribution
- Catherine Rouvel : La jeune femme
- Jean-Marie Proslier : Le gros moine
- Gilles Latulippe : Le jeune moine
- Marco Perrin : Le boucher
- Alice Arno : La bouchère
- Marcel Sabourin : Le religieux
- Louise Turcot : Rolandine
- Roger Carel : Maître Bornet
- Chantal de Rieux : Maîtresse Bornet
- Paul Préboist : Maître Sandras
- Darry Cowl : L'apothicaire
- Michel Galabru : Maître Lamothe
- Monique Tarbès : Maîtresse Lamothe
- Roseline Hoffman : La religieuse
- Sylvie Joly : L'aubergiste
- Rachel Cailhier
- Mag-Avril
- Sophie Bacquet
- Danièle Paradis
- Rosine Young
- Guy Hoffmann

## Autour du film
Le film est sorti en D.V.D. en 2005 sous le titre "Joyeux Compères".
Le titre est une référence à la chanson "Ah ! Si mon moine voulait danser..." faisant partie du folklore historique du Québec, mais dont la source semble remonter au XVIIe siècle en France. Il est possible que le texte à l'origine cultivait l'ambiguïté, le mot moine pouvant à l'époque désigner une toupie.